# Laurent Fressinet
Laurent Fressinet (ur. 30 listopada 1981 w Dax) – francuski szachista, arcymistrz od 2000 roku.

## Kariera szachowa
Jest sześciokrotnym medalistą mistrzostw Francji juniorów: czterokrotnie złotym (1995 - do lat 14, 1997 - do lat 16, 1998 i 1999 - do lat 20) i dwukrotnie srebrnym (1993 - do lat 12, 1994 - do lat 14). Wielokrotnie reprezentował swój kraj w mistrzostwach świata i Europy juniorów, dwukrotnie zdobywając tytuły wicemistrza świata (1995 - do lat 14, 1999 - do lat 18). Do innych jego sukcesów należą: zdobycie siedmiu medali indywidualnych mistrzostw Francji (złote – 2010, 2014; srebrne – 2004, 2006, 2011; brązowe – 2008, 2009), trzykrotne zwycięstwa w mistrzostwach Paryża (2002, 2005, 2006) oraz wicemistrzostwo Europy w szachach błyskawicznych (2006). W 2012 r. zdobył w Płowdiwie tytuł indywidualnego wicemistrza Europy.
Wielokrotnie brał udział w turniejach międzynarodowych, sukcesy odnosząc m.in. w Saint-Affrique (2000, I m.), Belfort (2003, II m. za Michaiłem Gurewiczem), Wijk aan Zee (2004, Corus B, III m. za Lazaro Bruzonem i Leinierem Dominguezem), Andorze (2004, dz. I m. wraz z Branko Damljanoviciem, Lluisem Comasem Fabrego i Igorem Chenkinem), Biel/Bienne (2006, dz. I m. wraz z Bartoszem Soćko, Leonidem Kritzem i Borysem Awruchem), Pampelunie (2010, turniej IV Torneo Internacional A.D.San Juan, wspólnie z Radosławem Wojtaszkiem) oraz w Malmö (2014, turniej Sigeman & Co).
Wielokrotnie reprezentował Francję w turniejach drużynowych, m.in.:
- siedmiokrotnie na olimpiadach szachowych (w latach 2000, 2004, 2006, 2008, 2010, 2012, 2014)[4],
- siedmiokrotnie na drużynowych mistrzostwach Europy (w latach 1999, 2001, 2003, 2005, 2007, 2009, 2011); czterokrotny medalista: wspólnie z drużyną – srebrny (2001) i brązowy (2005) oraz indywidualnie – srebrny (2001 – na V szachownicy) i brązowy (2005 – za wynik rankingowy)[5],
- na turnieju o Puchar Mitropa (Mitropa Cup) (w roku 2000); medalista – wspólnie z drużyną – złoty (2000)[6].

Najwyższy ranking w dotychczasowej karierze osiągnął 1 września 2010 r., z wynikiem 2718 punktów zajmował wówczas 27. miejsce na światowej liście FIDE, jednocześnie zajmując 2. miejsce wśród francuskich szachistów

## Życie prywatne
Żoną Laurenta Fressineta jest arcymistrzyni Almira Skripczenko.